# 振り向けばイエスタディ
「振り向けばイエスタディ」（ふりむけばイエスタディ）は、太田裕美の楽曲で、13枚目のシングルである。1978年12月5日に発売。
リードギターに、アメリカのギタリストであるリー・リトナーが参加している。

## 収録曲
- 全作詞：松本隆　作曲：筒美京平

A面
1. 振り向けばイエスタディ（3分34秒）
  - 編曲:Jimmie Haskell

B面
1. 海が泣いている（4分29秒）
  - 編曲:萩田光雄

## 収録アルバム
- 『海が泣いている』
- 『GOLDEN☆BEST 太田裕美 コンプリート・シングル・コレクション』 (#1)